# Burg Weisweil
Die Burg Weisweil ist eine abgegangene Burg im Dorf Weisweil, einem heutigen Ortsteil der Gemeinde Weisweil im Landkreis Emmendingen in Baden-Württemberg.
In einem Abgabenverzeichnis des Klosters Einsiedeln betreffend der Ortschaft Riegel, welches angeblich aus dem 12. Jahrhundert stammen soll, wird ein Johannes de Wizw(ilere) genannt. Er war möglicherweise der Erbauer der Burg. Der Vater der sich nach dem Ort benennenden und 1242 genannten Hermann und Johann von Weisweil, die im Dienst des Grafen von Freiburg standen, starb bereits als diese noch im Kindesalter waren. Ihre Mutter heiratete danach Walther von Endingen, genannt Colarius deren Stammsitz die Koliburg auf einer Anhöhe bei Endingen stand. Die Herren von Weisweil sind auch im 14. Jahrhundert bis ins 15. Jahrhundert belegt. Nachdem 1349 Burg und Dorf Friedrich von Üsenberg vom Hochstift Straßburg zu Lehen aufgetragen worden waren, folgte 1352 Markgraf Heinrich IV. von Baden-Hachberg als Lehnsmann. 1356 übertrug schließlich der Bischof von Straßburg Johann von Lichtenberg seinem Verwandten Simunt von Lichtenberg den Besitz. Dies ließ sich der Markgraf nicht gefallen und besetzte Ort und Burg Weisweil, woraufhin 1405 entschieden wurde, dass beide Parteien das Lehen jeweils zur Hälfte besitzen sollten. 1436 wurde die Burg letztmals erwähnt.
Von der nicht mehr lokalisierbaren Burganlage, die auch im Tennenbacher Güterbuch (1317–41) genannt wird, ist nichts mehr erhalten.